# Pulandian
Pulandian (普兰店 ; pinyin : Pǔlándiàn) est une ville de la province septentrionale du Liaoning en Chine. C'est une ville-district placée sous la juridiction de la ville sous-provinciale de Dalian.

## Démographie
La population du district était de 820 954 habitants en 1999.